# 7602 Yidaeam
A 7602 Yidaeam (ideiglenes jelöléssel 1994 YW1) a Naprendszer kisbolygóövében található aszteroida. Kobajasi Takao fedezte fel 1994. december 31-én.